# Озёры (заказник)
Озёры (бел. Азёры) — ландшафтный заказник республиканского значения. Располагается на территории Гродненского и Щучинского районов Гродненской области Беларуси.
Заказник Озёры основан в 1990 году для сохранения ландшафтного комплекса с редкими видами растений и животных, а также для стабилизации гидрологического режима реки Котра и некоторых других водоёмов. Площадь заказника составляет 21 852 га.
На территории заказника преобладают подтаёжные бореальные и водно-ледниковые ландшафты с эоловыми и комовыми грядами, а также озёрами (Белое, Зацково, Молочное и др.). Рельеф равнинный, плосковолнистый, с островками комовых холмов, впадинами и котловинами озёр. Почвы дерново-подзолистые. Коренные леса — сосновые, производные — мелколиственные.
Флора насчитывает около 320 видов сосудистых растений. В их числе — занесённые в Красную книгу Республики Беларусь: сон-трава, черемша, многоножка обыкновенная, арника горная, лилия кудреватая и др. Среди фауны присутствует 130 видов птиц, из которых в Красной книге — малая поганка, чёрный аист, скопа, дербник, обыкновенная пустельга, белая куропатка, длиннохвостая неясыть, чеглок, большой улит и др.